# Pandémie de Covid-19 au Vatican
La pandémie de Covid-19 frappe le Vatican à partir du 5 mars 2020.

## Événements
Le premier cas de contamination au Vatican est détecté le 5 mars 2020,. Alors que l'Italie est confinée à partir du 9 mars, la place et la basilique Saint-Pierre sont fermées au public le 10 mars, de même que les musées du Vatican. Le 15 mars, il est annoncé que les célébrations de la semaine de Pâques se dérouleront sans fidèles, une première. Les drapeaux du Vatican sont mis en berne le 31 mars par solidarité avec les victimes de la Covid-19.
L'Église catholique décide en mars 2020 d'accorder l'indulgence plénière aux croyants frappés par la pandémie de Covid-19, ainsi qu'aux professionnels de la santé et aux proches soignant les malades.
Au 8 avril, le Saint-Siège déclare huit cas confirmés de Covid-19. Le pape François a été testé négatif. Auparavant, il avait quitté le Vatican pour prier à la basilique Sainte-Marie-Majeure de Rome, malgré le confinement.
Des précautions particulières sont prises autour du monastère Mater Ecclesiae où réside le pape émérite Benoît XVI.
Trois nouveaux cas sont confirmés par le Bureau de presse du Saint-Siège entre le 20 et le 30 avril,,. Un douzième cas est recensé le 6 mai 2020 parmi les employés.
L'ensemble des cas de Covid-19 recensés au Vatican ont guéri au 7 juin,.
En octobre 2020, quatre membres de la Garde suisse pontificale sont testés positifs au coronavirus, en plus de trois autres cas détectés précédemment. Plus tard dans le mois, sept autres gardes suisses sont touchés par la Covid-19.